# Nakhon Ratchasima Football Club
El Nakhon Ratchasima FC, llamado Nakhonratchasima Mazda Football Club por razones de patrocinio, es un equipo de fútbol de Tailandia que juega en la Liga 2 de Tailandia, la segunda categoría de fútbol en el país.

## Historia
Fue fundado en el año 1999 en la ciudad de Nakhon Ratchasima, pasando sus primeros catorce años de existencia en las ligas provinciales hasta conseguir el ascenso a la Primera División de Tailandia en el año 2011, de la cual descendieron en su año de debut.
Entre 2011 y 2014 pasaron entre la segunda categoría y las ligas provinciales hasta que en la temporada 2014 ganaron el título de la Primera División de Tailandia y se ganaron el ascenso a la Liga Premier de Tailandia por primera vez en su historia.

## Palmarés
- Primera División de Tailandia: 1

2014